# Basilio Pompilj
Basilio Pompilj, italijanski rimskokatoliški duhovnik, škof in kardinal, * 16. april 1858, Spoleto, † 5. maj 1931, Rim.

## Življenjepis
5. decembra 1885 je prejel duhovniško posvečenje.
31. januarja 1908 je postal tajnik Zbora Rimske kurije in leta 1911 uradnik v Rimski kuriji.
27. novembra 1911 je bil povzdignjen v kardinala in imenovan za kardinal-diakona S. Maria in Domnica.
5. maja 1913 je bil imenovan za pomožnega škofa Rima in za naslovnega nadškofa Filipov; 11. maja istega leta je prejel škofovsko posvečenje.
28. maja 1914 je postal kardinal-duhovnik S. Maria in Ara Coeli in 22. marca 1917 kardinal-škof Velletrija e Segnija.